# Bergkirchweih

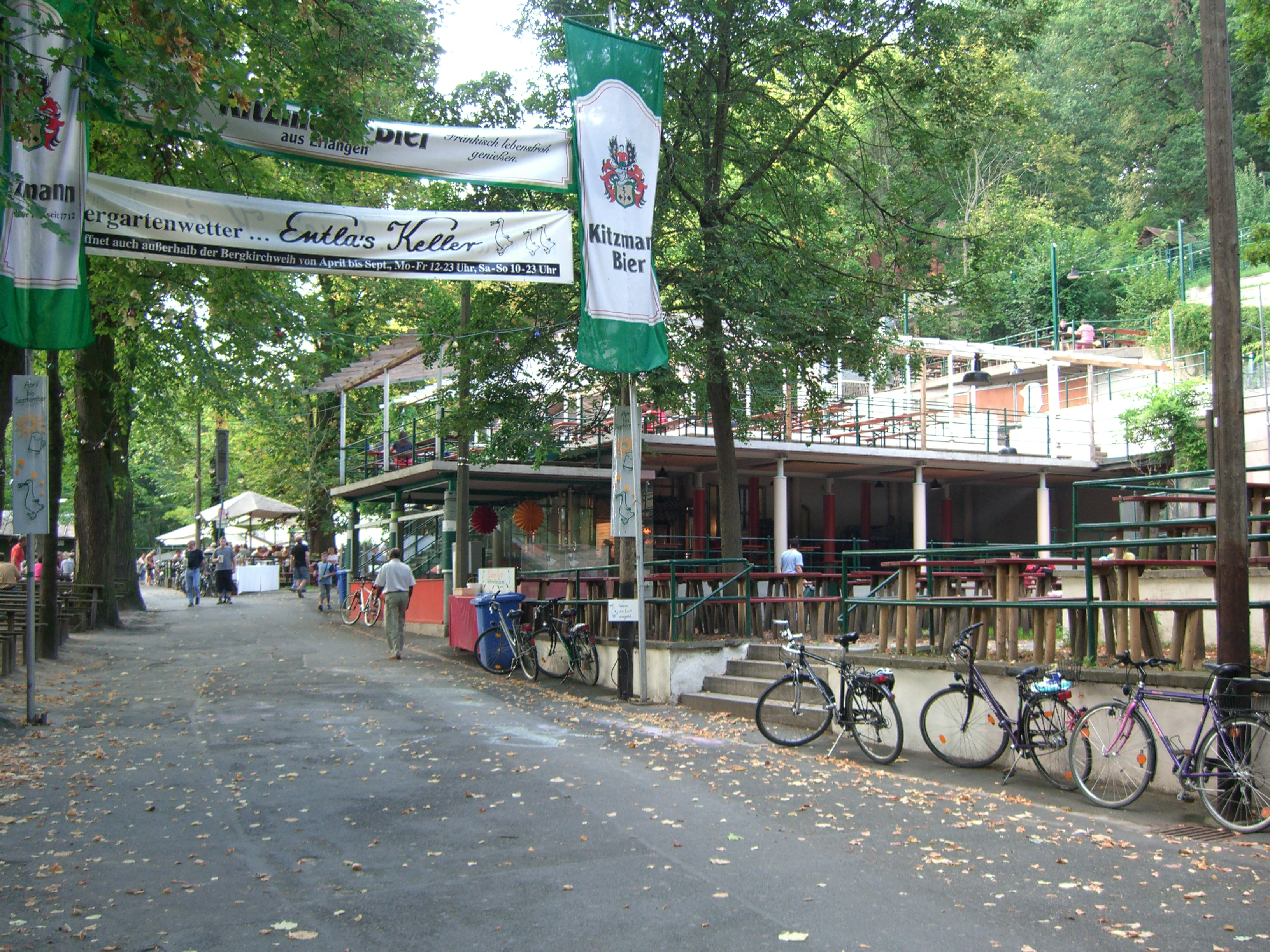
Wejście do piwnicy Entla na terenie festiwalu

Bergkirchweih („der Berg“, w dialekcie wschodniofrankońskim „Berch“) – festiwal piwny w Erlangen, który odbywa się rokrocznie w okresie Zielonych Świątek. Należy do pięciu największych festiwali folklorystycznych w Bawarii. Bergkirchweih rozpoczyna się w czwartek przed Zielonymi Świątkami o godzinie 17 napoczęciem pierwszej beczki przez burmistrza miasta i degustacją piwa. Kończy się dwanaście dni później, w poniedziałek wieczorem, tradycyjnym „pogrzebaniem beczki” (niem. Fassbegräbnis) w piwnicy Ericha. Pierwszy raz odbył się w 1755 roku.